# Batrachoseps wrightorum
Batrachoseps wrightorum (tên tiếng Anh: Oregon Slender Salamander) là một loài kỳ giông trong họ Plethodontidae.

## Phân bố
The Oregon Slender Salamander is đặc hữu của the tây bắc Hoa Kỳ.
Môi trường sống tự nhiên của chúng là các khu rừng ôn hòa of moist Douglas fir, cây thích, và red cedar woodlands ở Oregon, to 3.000 foot (910 m).

## Conservation
The Oregon Slender Salamander hiện đang bị đe dọa vì mất môi trường sống, it là một Sách Đỏ IUCN Vulnerable species.